# Orgastische Potenz
Der Begriff Orgastische Potenz wurde von dem Freud-Schüler Wilhelm Reich Mitte der 1920er Jahre in die Psychoanalyse eingeführt. 

## Definitionen
„Unter der orgastischen Potenz werden wir die Fähigkeit eines Menschen verstehen, zu einer Befriedigung zu gelangen, die der jeweiligen Libidostauung adäquat ist; ferner die Fähigkeit, weit häufiger zu dieser Befriedigung gelangen zu können, als den Störungen der Genitalität unterworfen zu sein, die auch beim relativ Gesündesten den Orgasmus gelegentlich stören. Die orgastische Potenz kommt unter gewissen Bedingungen zustande, die man nur beim genuss- und leistungsfähigen Menschen antrifft; beim neurotischen Menschen fehlen sie oder sind nur mangelhaft gegeben.“
Im Glossar zu seiner 1942 zuerst in englischer Übersetzung erschienenen „wissenschaftlichen Autobiographie“ definiert Reich wie folgt:
„Orgastische Potenz: Im wesentlichen die Fähigkeit zur vollständigen Hingabe an die unwillkürliche Konvulsion des Organismus und zur vollständigen Entladung der sexuellen Erregung auf dem Höhepunkt des Sexualakts. Sie fehlt immer bei Neurotikern. Sie setzt den genitalen Charakter voraus, also das Fehlen der pathologischen charakterlichen und muskulären Panzerung. Das Konzept ist weitgehend unbekannt. Orgastische Potenz wird meist nicht von erektiver und ejakulativer Potenz unterschieden, die jedoch beide nur Vorbedingung orgastischer Potenz sind.“

## Das Konzept der orgastischen Potenz
Freuds Annahme zur Libido war, dass die primäre Funktion des „Neuronensystems“ sei, Energie unverzüglich und vollständig zur Abfuhr zu bringen und die sekundäre Funktion sei, Energie in bestimmten Neuronen und Neuronensystemen zu speichern. Freud ging davon aus, dass Störungen der Psyche durch Verhinderung der freien Entladung dieser libidinösen Energie in der Kindheit entstehen, zum Beispiel durch moralische Verbote bestimmter lustvoll besetzter Handlungen, überprotektives oder übermäßig strenges Verhalten der Eltern etc.
Reich stellte in der klinischen Arbeit mit seinen Patienten fest, dass alle Neurotiker eine Störung des sexuellen Erlebens und Verhaltens zu haben schienen. Er definierte solch eine Störung des Orgasmus nicht wie in der gängigen Definition (zum Beispiel Kinsey im Kinsey-Report) als eine reine Störungen der Fähigkeit einen (irgendeinen) Orgasmus zu erleben, sondern eher anhand der Empfindungsfähigkeit beim gesamten Geschlechtsakt. In einer Rede vor dem Psychoanalytischen Kongress in Salzburg (1924) beschrieb er die orgastische Potenz als die Fähigkeit, sich „den Strömen der biologischen Energie ohne Hemmung hinzugeben“, die Fähigkeit „zur vollständigen Entladung aller aufgestauten Sexualerregung durch unwillkürliche, lustvolle Kontraktionen des Körpers.“ 
So geht Reich zum Beispiel davon aus, dass ein Mann im Zuge einer Erektion eine Ejakulation am Höhepunkt („Akme“) erreichen kann, trotzdem subjektiv nur wenig und lokal begrenzt Erregung fühlt. Andererseits können bei beiden Geschlechtern vor, während und nach dem Geschlechtsakt durch innere oder äußere Störungen „tiefe“ Empfindungen fehlen, da sie zum Beispiel durch neurotische Dynamiken, starke Gedanken übermäßig abgelenkt wurden, oder zum Beispiel allzu sehr bemüht waren, „gut“ zu sein oder den Partner zu befriedigen. 
Von temporären Beeinträchtigungen abgesehen, würde die orgastische Potenz als eingeschränkt oder fehlend gelten, wenn der Organismus die Unwillkürlichkeit und das den gesamten Körper erfassende Strömen am Höhepunkt der Erregung nicht erlebt bzw. erleben kann (= orgastische Impotenz). Die durch die orgastische Impotenz entstandene chronische Sexualstauung erscheint beim Neurotiker sowohl als die Ursache als auch als der Aufrechterhaltungsmechanismus der Neurose. Sie treibt aktuelle Konflikte derart an, dass frühere, kindliche (ödipale) Konflikte von Neuem angeheizt werden und die (bereits geschwächte) orgastische Potenz durch die zusätzliche neurotische Hemmung schwächen.
Der Begriff der orgastischen Potenz gilt als klinischer Begriff und ist mit der Art und Weise des Verhaltens und Erlebens des Organismus verbunden und nur in diesem Zusammenhang sinnvoll verwertbar. Es besteht die Gefahr, ihn als Wertung zu begreifen, womit er aber seine ursprüngliche Aufgabe nicht erfüllen kann.

## Störung der orgastischen Potenz
Nach Reich ist die häufigste Ursache für eine schwere Störung der orgastischen Potenz eine strenge Reinlichkeitserziehung. Sie bedinge, so Reich, eine Verknüpfung des Gefühls der Schande und Scham mit der genitalen Funktion. Kleine Kinder, so Reich in seiner 1935 verfassten Schrift „Die sexuelle Revolution“, die mit den Exkretionsfunktionen kein Gefühl der Scham oder Schande verbinden, haben keine Grundlage, später Genitalstörungen auszubilden.